# 홍석환 (축구 선수)
홍석환(한국 한자: 洪石煥, 2003년 6월 5일 ~ )은 대한민국의 축구 선수로, 포지션은 윙어이다. 현재 K리그1 강원 FC 소속이다.